# Tarachodes robustus
Tarachodes robustus es una especie de mantis de la familia Tarachodidae.

## Distribución geográfica
Se encuentra en Nigeria.